# Australia and New Zealand Banking Group
O Australia and New Zealand Banking Group Limited, comumente chamado ANZ, é uma empresa multinacional australiana de serviços bancários e financeiros com sede em Melbourne, Austrália. É o segundo maior banco em ativos e o terceiro maior banco em capitalização de mercado na Austrália.
O ANZ foi fundado em 1 de outubro de 1951, quando o Banco da Australásia se fundiu com o Union Bank of Australia Limited. É um dos quatro grandes bancos australianos, com o Commonwealth Bank, o National Australia Bank (NAB) e o Westpac.
As operações australianas representam a maior parte dos negócios da ANZ, com predominância de bancos comerciais e de varejo. O ANZ também é o maior banco da Nova Zelândia, onde a entidade legal ficou conhecida como ANZ National Bank Limited em 2003 e mudou para ANZ Bank New Zealand Limited em 2012. De 2003 a 2012, operou duas marcas na Nova Zelândia, a ANZ e o Banco Nacional da Nova Zelândia. A marca National Bank foi aposentada em 2012, com várias agências fechando e outras convertendo em agências ANZ. Além das operações na Austrália e Nova Zelândia, a ANZ também opera em 34 outros países.
A ANZ, juntamente com suas subsidiárias, possui uma força de trabalho de 51.000 funcionários e atende cerca de nove milhões de clientes em todo o mundo. Na Austrália, o banco atende cerca de seis milhões de clientes em mais de 570 agências.
O ANZ foi nomeado o banco mais sustentável do mundo no Dow Jones Sustainability Index 2012, tornando-se a quinta vez em seis anos que o ANZ recebe o título.

## Publicidade e patrocínios

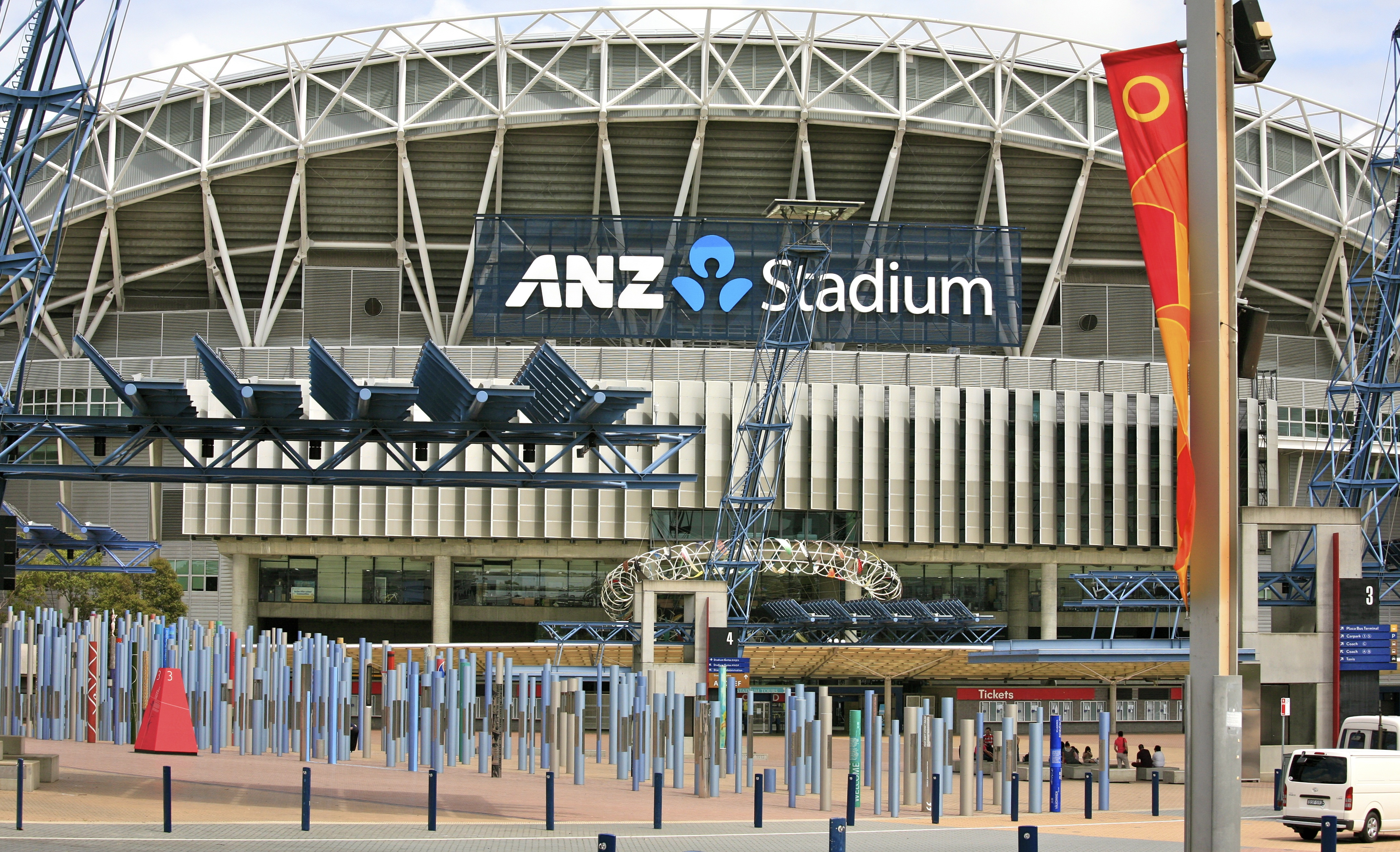
ANZ tem direitos de nomeação para o Estádio Austrália, onde atualmente é conhecido como Estádio ANZ

Em 2005, um anúncio incluiu dois robôs famosos: o robô Lost in Space e um Dalek de Doctor Who, embora o Dalek tenha sido substituído nas versões subseqüentes do anúncio. Em 2006, a empresa iniciou uma campanha de TV com uma série de anúncios com seu novo mascote — o Falcon, um pássaro treinado para impedir ladrões de cartões de crédito, ilustrando as medidas da empresa na prevenção de fraudes com cartões de crédito. Em 2010, a ANZ publicou uma campanha publicitária parodiando cenários bancários comuns com um personagem fictício conhecido como 'Barbara que vive no Bank World', um gerente de banco de meia-idade, rude, sarcástico e inútil. Os anúncios receberam elogios por humor e humor, mas também críticas por estereotipar gerentes de bancos. Barbara é interpretada pelo comediante australiano Genevieve Morris. Em 2010, a ANZ gastou 195 milhões de dólares na Austrália em publicidade.
Em 2011, uma série de anúncios foi liderada por Simon Baker, a estrela do programa de televisão americano The Mentalist. De acordo com uma lista dos 20 maiores gastos com publicidade em 2014, o ANZ estava entre os 20 primeiros.

Em 2015, a ANZ realizou uma campanha sincronizada com o Sydney Gay and Lesbian Mardi Gras. Em 2016, a Nova Zelândia ANZ teve os maiores gastos de qualquer banco. Um terço dos gastos da ANZ em mídia é considerado digital.